# Bottna, Östergötland
Bottna är en småort i Skällviks socken i Söderköpings kommun, Östergötlands län, belägen cirka 25 km sydost om Söderköping. 
I Bottna finns lanthandel och konstgalleri.